# Dan Frost
Pour les articles homonymes, voir Dan Frost (rugby à XV) et Frost.
Dan Frost (né le 22 mai 1961) à Frederiksberg, est un ancien coureur cycliste danois. 

## Biographie
Spécialiste de la course aux points, il a été champion olympique de cette discipline aux Jeux olympiques de 1988 à Séoul.
De 2006 à 2013, il est directeur sportif de l'équipe Saxo Bank-Sungard puis à partir de 2014 de la Sky.

## Palmarès sur piste

### Jeux olympiques
- Séoul 1988
  -  Champion olympique de course aux points

### Championnats du monde
- Bassano del Grappa 1985
  -  Médaillé de bronze de la course aux points amateurs
- Colorado Springs 1986
  -  Champion du monde de course aux points amateurs

### Six jours
- 1989
  - 3e des Six Jours de Copenhague

### Championnats nationaux
| - 1979 - Champion du Danemark de poursuite par équipes juniors - 2e du championnat du Danemark de poursuite juniors - 2e du championnat du Danemark de course aux points juniors - 1980 - 3e du championnat du Danemark de poursuite par équipes amateurs - 1981 - Champion du Danemark de poursuite amateurs - 2e du championnat du Danemark de poursuite par équipes amateurs - 1982 - Champion du Danemark de course aux points amateurs - 1983 - Champion du Danemark de course aux points amateurs - Champion du Danemark de poursuite par équipes amateurs - 1984 - Champion du Danemark de poursuite par équipes amateurs | - 1985 - Champion du Danemark de poursuite amateurs - Champion du Danemark de poursuite par équipes amateurs - 1986 - Champion du Danemark de poursuite amateurs - Champion du Danemark de poursuite par équipes amateurs - 1987 - Champion du Danemark de course aux points amateurs - Champion du Danemark de poursuite par équipes amateurs - 1988 - Champion du Danemark de poursuite par équipes amateurs - 1989 - Champion du Danemark de course aux points amateurs - Champion du Danemark de poursuite par équipes amateurs - 1990 - Champion du Danemark de poursuite par équipes amateurs |  |

## Palmarès sur route
- 1980
  -  Champion du Danemark du contre-la-montre par équipes amateurs
- 1984
  - 3e étape du Grand Prix François-Faber
- 1985
  -  Champion du Danemark sur route amateurs
  - 2e de Paris-Montdidier
  - 2e du Tour de Seine-et-Marne
  - 3e du championnat du Danemark du contre-la-montre par équipes amateurs
- 1986
  - Côte picarde
  - Trois Jours de Vendée
  - 2e de Paris-Rouen
  - 2e du championnat du Danemark du contre-la-montre par équipes amateurs
- 1987
  - Prix de l'OMS
- 1988
  - 2e étape des Quatre Jours de Vendée
- 1990
  -  Champion du Danemark du contre-la-montre amateurs
  - 2e du championnat du Danemark du contre-la-montre par équipes amateurs
- 1991
  - 2e du Berliner Etappenfahrt

## Récompenses
- Cycliste danois de l'année en 1986 et 1988